# Australasian Championships 1925/Mixed
Das Mixed der Australasian Championships 1925 war ein Tenniswettbewerb in Sydney.
Vorjahressieger waren James Willard  und Daphne Akhurst. Im Endspiel setzten sich James Willard/Daphne Akhurst gegen Richard Schlesinger/Sylvia Harper mit 6:4 und 6:4 durch.

## Hauptrunde
Zeichenerklärung
- Q = Qualifikant
- WC = Wildcard
- LL = Lucky Loser
- ITF = qualifiziert über ITF-Ranking
- ALT = alternate (Ersatz)
- PR = Protected Ranking
- SE = Special Exempt
- r = retired (Aufgabe)
- d = Disqualifikation
- w.o. = walkover
- [ ] = Match-Tie-Break

|  | Finale |                                   |   |   |  |
|  |        |                                   |   |   |  |
|  |        | James Willard Daphne Akhurst      | 6 | 6 |  |
|  |        | Richard Schlesinger Sylvia Harper | 4 | 4 |  |
|  |        |                                   |   |   |  |